# Кадина Лука
Кадина Лука је насеље у Србији у општини Љиг у Колубарском округу. Према попису из 2022. било је 358 становника.
У Кадиној Луци је 16. септембра 2013. отворен вртић захваљујући Фондацији „Новак Ђоковић“, на отварању су присуствовали Новак Ђоковић и Сара Фергусон, војвоткиња од Јорка. У селу је 2013. почела изградња спомен цркве у спомен Колубарске битке.

## Демографија
У насељу Кадина Лука живи 420 пунолетних становника, а просечна старост становништва износи 43,9 година (42,3 код мушкараца и 45,5 код жена). У насељу има 184 домаћинства, а просечан број чланова по домаћинству је 2,76.
Ово насеље је великим делом насељено Србима (према попису из 2002. године), а у последња три пописа, примећен је пад у броју становника.
|  |

| Демографија | Демографија | Демографија |
| Година      | Становника  | Становника  |
| ----------- | ----------- | ----------- |
| 1948.       | 867         |             |
| 1953.       | 874         |             |
| 1961.       | 791         |             |
| 1971.       | 738         |             |
| 1981.       | 669         |             |
| 1991.       | 575         | 572         |
| 2002.       | 508         | 539         |

| Етнички састав према попису из 2002.‍ | Етнички састав према попису из 2002.‍ | Етнички састав према попису из 2002.‍ | Етнички састав према попису из 2002.‍ | Етнички састав према попису из 2002.‍ |
| ------------------------------------ | ------------------------------------ | ------------------------------------ | ------------------------------------ | ------------------------------------ |
|                                      |                                      |                                      |                                      |                                      |
| Срби                                 | Срби                                 |                                      | 506                                  | 99,60%                               |
| непознато                            | непознато                            |                                      | 1                                    | 0,19%                                |

| Година пописа     | 1948. | 1953. | 1961. | 1971. | 1981. | 1991. | 2002. |
| ----------------- | ----- | ----- | ----- | ----- | ----- | ----- | ----- |
| Број домаћинстава | 167   | 184   | 189   | 189   | 183   | 186   | 184   |

| Број чланова      | 1  | 2  | 3  | 4  | 5  | 6 | 7 | 8 | 9 | 10 и више | Просек |
| ----------------- | -- | -- | -- | -- | -- | - | - | - | - | --------- | ------ |
| Број домаћинстава | 49 | 49 | 32 | 22 | 20 | 9 | 2 | 0 | 1 | 0         | 2,76   |

| Пол    | Укупно | Неожењен/Неудата | Ожењен/Удата | Удовац/Удовица | Разведен/Разведена | Непознато |
| ------ | ------ | ---------------- | ------------ | -------------- | ------------------ | --------- |
| Мушки  | 222    | 75               | 126          | 17             | 4                  | 0         |
| Женски | 219    | 30               | 129          | 57             | 3                  | 0         |
| УКУПНО | 441    | 105              | 255          | 74             | 7                  | 0         |

| Пол    | Укупно                    | Пољопривреда, лов и шумарство | Рибарство                            | Вађење руде и камена | Прерађивачка индустрија       |
| ------ | ------------------------- | ----------------------------- | ------------------------------------ | -------------------- | ----------------------------- |
| Мушки  | 113                       | 19                            | 0                                    | 26                   | 14                            |
| Женски | 72                        | 33                            | 0                                    | 2                    | 2                             |
| УКУПНО | 185                       | 52                            | 0                                    | 28                   | 16                            |
| Пол    | Производња и снабдевање   | Грађевинарство                | Трговина                             | Хотели и ресторани   | Саобраћај, складиштење и везе |
| Мушки  | 3                         | 14                            | 7                                    | 1                    | 5                             |
| Женски | 0                         | 2                             | 8                                    | 5                    | 2                             |
| УКУПНО | 3                         | 16                            | 15                                   | 6                    | 7                             |
| Пол    | Финансијско посредовање   | Некретнине                    | Државна управа и одбрана             | Образовање           | Здравствени и социјални рад   |
| Мушки  | 1                         | 1                             | 1                                    | 1                    | 0                             |
| Женски | 0                         | 6                             | 2                                    | 2                    | 3                             |
| УКУПНО | 1                         | 7                             | 3                                    | 3                    | 3                             |
| Пол    | Остале услужне активности | Приватна домаћинства          | Екстериторијалне организације и тела | Непознато            | Непознато                     |
| Мушки  | 0                         | 0                             | 0                                    | 20                   | 20                            |
| Женски | 0                         | 0                             | 0                                    | 5                    | 5                             |
| УКУПНО | 0                         | 0                             | 0                                    | 25                   | 25                            |